# Баранец пильчатый
Баране́ц пи́льчатый, или Плау́н пильчатый (лат. Hupérzia serráta) — вечнозелёное многолетнее растение; вид рода Баранец семейства Плауновые (Lycopodiaceae), некоторые авторы относят его к семейству Баранцовые (Huperziaceae).

## Ботаническое описание
Вечнозелёное многолетнее травянистое растение, до 25 см высотой. Стебель у основания восходящий или коротко стелющийся, прямой или извилистый, простой, или слабо вильчато-разветвлённый. Выводковые почки малочисленные, расположены в верхней части стебля, тёмно-зелёные, до 5 мм длиной.
Филлоиды тонкие, редкие, отстоящие, или слабо отклонённые, ланцетные, до 20 мм длиной и 1—5 мм шириной, заострённые, зелёные, плоские, с чётко выраженной жилкой, особенно на нижней поверхности, с пильчатым, иногда волнистым краем, к основанию суженные.
Спорангии расположены в пазухах обычных филлоидов, узкопочковидные, 0,4 мм длиной.

### Химический состав
Растение содержит тритерпеноиды, алкалоиды, флавоноиды.

## Распространение и среда обитания
Дальний Восток России (все флористические районы, кроме Камчатки); Гималайский, Южноазиатский, Японо-Китайский флористические районы.
Распространён в хвойных, смешанных лесах, бамбучниках, группами.